# Second Chance (Shinedown)
Second Chance è un singolo del gruppo musicale statunitense Shinedown, pubblicato nel 2008 ed estratto dall'album The Sound of Madness.

## Tracce
- Download digitale

1. Second Chance – 3:40